# Östra Smålands missionsförening
Östra Smålands missionsförening bildades 1863 som Nordöstra Smålands missionsförening och fick det nuvarande namnet 1875. 
Föreningen startade som en paraplyorganisation för flera mindre missionsföreningar som bildats och så möjliggöra anställning av en predikant.
Föreningen hade sina rötter i den rosenianska väckelsen och herrnhutismen, som hade många aktiva i Västervikstrakten. En centralgestalt i sammanhanget var Olof August Welin. 
Linköpings stift var inledningsmässigt avvaktande men från slutet av 1880-talet öppnades kyrkorna och även församlingarnas präster fick medverka i föreningens möten.
Läromässigt är Östra Smålands missionsförening en inomkyrklig evangelisk-luthersk förening. De bekännelseskrifter som man bekänner sig till är samma som för Svenska kyrkan. 
Sångboken, som används sedan 1935, heter "Guds lov", och senaste utgåvan är från 1959. Föreningen ger ut  jultidningen Julbudskapet, och Östra Smålands Missionsblad, oftast benämnd endast som Missionsbladet.
Föreningens storhetstid var från starten och fram till andra världskriget, därefter har föreningen minskat långsamt. Medlemmarna kallas traditionellt nordöstringar.